# 威廉·克罗尼
威廉·克罗尼（1633年9月15日—1684年10月12日）是一位英格兰医生，是英国皇家学会的建立者之一。